# 惑星 (玉置浩二のアルバム)
『惑星』（わくせい）は、日本のシンガーソングライターである玉置浩二の12枚目のオリジナル・アルバム。
2007年8月1日にソニー・ミュージックレコーズからリリースされた。オリジナル・アルバムとしては前作『PRESENT』（2006年）以来約1年4ヶ月振りとなる作品である。作詞はほぼ全曲松井五郎が行い、作曲は全曲玉置が行っている他、一部の曲で安全地帯のギタリストである矢萩渉が担当している。プロデューサーは玉置および矢萩、安藤さと子が担当している。
レコーディングは東京にあるソニー・ミュージックスタジオにて行われた。全編に渡りギターサウンドをメインとした音使いの「大人のロック」を目指した音楽性となっている。本作からの先行シングルとしてTBS系生活情報番組『2時っチャオ!』（2006年 - 2009年）の8、9月度エンディングテーマとして試用された「惑星」がシングルカットされた。
本作はオリコンアルバムチャートにおいて最高位第30位となった。本作のリリース後に玉置は音楽活動を休止する事となり、後にレコード会社を移籍して安全地帯として復活する事となったため、本作はソニー・ミュージックスタジオ所属時の最後のオリジナルアルバムとなった。

## 背景
前作『PRESENT』（2006年）リリース後、玉置は4月5日の和光市民文化センターサンアゼリア公演から6月30日の東京国際フォーラム ホールA公演まで「Koji Tamaki Concert Tour 2006 - PRESENT -」と題したコンサートツアーを開催、34都市全35公演が行われた。同年12月6日には1986年に玉置と不倫関係にあるとして報道された女優の石原真理が著書『ふぞろいな秘密』を発表する。また発売と同時に石原は東京都内で記者会見を開き、芸能生活25周年を記念して執筆した事を述べ、過去に関係のあった男性13名の実名を公開する事となった経緯を述べた。同書には玉置との関係を記述した箇所があったが、玉置の所属事務所はコメントを差し控える通達を出し、また石原は会見で玉置側からの返答がなかった事を述べた。
2007年に入り、石原は著書と同名の映画『ふぞろいな秘密』の監督を務める事となり、キャスティングの決定や脚本のチェックなどを行った。この映画では実名は伏せられ、玉置の名前は「山置洋二」となり、バンド名も安全地帯を英語読みした「セーフティーゾーン」に置き換えられた。

## リリース、ツアー
本作のリリースの告知は2007年7月5日にWeb媒体にて行われ、また同時に全国ツアーの予定も発表された。その後、同年8月1日にSony Music RecordsよりCDにてリリースされた。初回限定盤は紙ジャケットエコパック仕様の上、シングル「惑星」のミュージック・ビデオと、北海道でのドキュメントを収録したDVDが付属され2枚組でリリースされた。本作からは先行シングルとして同年6月27日にTBS系生活情報番組『2時っチャオ!』（2006年 - 2009年）の8、9月度エンディングテーマとして試用された「惑星」がシングルカットされた。
本作を受けてのコンサートツアー「玉置浩二 コンサートツアー2007 ☆惑星☆」は、同年9月1日の和光市民文化センターサンアゼリアから11月30日の東京国際フォーラム ホールAまで30都市全34公演に及んで開催された。しかしツアー終了後にはキーボディストとしてツアーにも参加していた妻の安藤さと子と12月2日に離婚を宣言する事となった。さらに、2008年には急性膵炎による体調不良のために音楽活動を停止する事となった。
2018年8月15日にはBlu-spec CD2、紙ジャケット仕様でソニー・ミュージックダイレクトのGT musicレーベルより再リリースされた。

## 批評、チャート成績
| 専門評論家によるレビュー | 専門評論家によるレビュー |
| レビュー・スコア         | レビュー・スコア         |
| 出典                     | 評価                     |
| ------------------------ | ------------------------ |
| CDジャーナル             | 肯定的                   |
| TOWER RECORDS ONLINE     | 肯定的                   |

本作の音楽性に関しては肯定的な意見が挙げられており、音楽情報サイト『CDジャーナル』では、安全地帯の作品に作詞家として参加していた松井五郎が本作にも参加している事に触れた上で、歌の透明感やミステリアスな雰囲気は当時から変わっていない事を指摘し、「彼独特の世界を作り上げている」、「またしっとりした中に、強さも感じられる作品」と肯定的に評価した他、本作が「大人のロック・サウンドにあふれた曲」が多く収録されており、玉置の魅力が余すところなく詰め込まれていると指摘し、「優しく響くヴォーカルも素晴らしい」と称賛した。その他、全編に渡りギターサウンドが響き渡るとした上で、「優しさと包容力に満ちた大人のロック・アルバムとなっている」と総括した。音楽情報サイト『TOWER RECORDS ONLINE』では、「ギターサウンドによる大人ロック」が反映されていると指摘し、「優しい作品に仕上がっています」と肯定的に評価した。また、全編に渡り優しさや包容力が感じられるとした上で、「ソロ活動の円熟期を迎えた作品」と総括した。
本作はオリコンアルバムチャートにおいて最高位第30位の登場週数7回となり、売り上げ枚数は1.0万枚となった。本作の売り上げ枚数は玉置のアルバム売上ランキングにおいて第18位となっている。2022年に実施されたねとらぼ調査隊による玉置のアルバム人気ランキングにおいては第12位、2023年に実施された同ランキングにおいては第9位、2024年に実施された同ランキングにおいては第6位となった。

## 収録曲

### CD
- CDブックレットに記載されたクレジットを参照[22]。また、13曲目はインストゥルメンタルになっている。

| #         | タイトル                          | 作詞               | 作曲             | 時間  |
| --------- | --------------------------------- | ------------------ | ---------------- | ----- |
| 1.        | 「からっぽの心で」                | 松井五郎           | 玉置浩二         | 4:00  |
| 2.        | 「遠雷」                          | 松井五郎           | 玉置浩二         | 4:08  |
| 3.        | 「惑星」                          | 松井五郎           | 玉置浩二         | 3:47  |
| 4.        | 「はじまり」                      | 松井五郎           | 玉置浩二         | 4:06  |
| 5.        | 「Barbarian Dance」               | 松井五郎           | 玉置浩二、矢萩渉 | 3:44  |
| 6.        | 「ピラニア」                      | 松井五郎           | 玉置浩二         | 4:22  |
| 7.        | 「Woo Woo」                       | 松井五郎           | 玉置浩二         | 3:07  |
| 8.        | 「いつか帰ろう」                  | 松井五郎           | 玉置浩二         | 3:23  |
| 9.        | 「愛がある」                      | 松井五郎           | 玉置浩二         | 4:11  |
| 10.       | 「歩く男」                        | 松井五郎           | 玉置浩二、矢萩渉 | 3:35  |
| 11.       | 「なんか変だ」                    | 松井五郎           | 玉置浩二、矢萩渉 | 3:28  |
| 12.       | 「だんだんとわかるさ」            | 松井五郎、玉置浩二 | 玉置浩二         | 3:38  |
| 13.       | 「からっぽの心で (Instrumental)」 |                    | 玉置浩二         | 1:03  |
| 合計時間: | 合計時間:                         | 合計時間:          | 合計時間:        | 46:32 |

### DVD
1. 「惑星」 (VIDEO CLIP)
2. 「Document in Hokkaido 2007」

## スタッフ・クレジット
- CDブックレットに記載されたクレジットを参照[23]。

### 参加ミュージシャン
| 1. 「からっぽの心で」 - 玉置浩二 – アコースティック・ギター、ボーカル - 渡嘉敷祐一 – ドラムス - コモブチキイチロウ – ベース - カルロス菅野 – パーカッション - 土方隆行 – エレクトリックギター - 矢萩渉 – エレクトリックギター、ギターソロ - 竹内ストリングス – ストリングス - 竹内純 – ストリングス・アレンジメント 2. 「遠雷」 - 玉置浩二 – アコースティック・ギター、ボーカル - 渡嘉敷祐一 – ドラムス - コモブチキイチロウ – ベース - カルロス菅野 – パーカッション - 土方隆行 – エレクトリックギター、ギターソロ - 矢萩渉 – エレクトリックギター、プログラミング - maichi – コーラス 3. 「惑星」 - 玉置浩二 – アコースティック・ギター、ボーカル - 渡嘉敷祐一 – ドラムス - コモブチキイチロウ – ベース - カルロス菅野 – パーカッション - 土方隆行 – エレクトリックギター - 矢萩渉 – エレクトリックギター、ギターソロ、プログラミング - 安藤さと子 – ウーリッツァー 4. 「はじまり」 - 玉置浩二 – アコースティック・ギター、ボーカル - 渡嘉敷祐一 – ドラムス - カルロス菅野 – パーカッション - 土方隆行 – エレクトリックギター - 矢萩渉 – エレクトリックギター - 安藤さと子 – アコースティック・ピアノ、キーボード、プログラミング - 佐野聡 – トロンボーン・ソロ - 竹内ストリングス – ストリングス - 竹内純 – ストリングス・アレンジメント 5. 「Barbarian Dance」 - 玉置浩二 – アコースティック・ギター、ボーカル - 渡嘉敷祐一 – ドラムス - 岡沢章 – ベース - カルロス菅野 – パーカッション - 土方隆行 – エレクトリックギター - 矢萩渉 – エレクトリックギター、ギターソロ - maichi – コーラス 6. 「ピラニア」 - 玉置浩二 – アコースティック・ギター、ボーカル - 渡嘉敷祐一 – ドラムス - コモブチキイチロウ – ベース - カルロス菅野 – パーカッション - 土方隆行 – エレクトリックギター、ギターソロ - 矢萩渉 – エレクトリックギター、プログラミング - maichi – コーラス | 1. 「Woo Woo」 - 玉置浩二 – アコースティック・ギター、ボーカル - 渡嘉敷祐一 – ドラムス - コモブチキイチロウ – ベース - カルロス菅野 – パーカッション - 土方隆行 – エレクトリックギター - 矢萩渉 – エレクトリックギター、ギタ－ソロ、プログラミング - 佐野聡 – ホルン、フルート - maichi – コーラス 2. 「いつか帰ろう」 - 玉置浩二 – アコースティック・ギター、ボーカル - 渡嘉敷祐一 – ドラムス - コモブチキイチロウ – ベース - カルロス菅野 – パーカッション - 土方隆行 – エレクトリックギター - 矢萩渉 – エレクトリックギター、ギタ－ソロ、プログラミング 3. 「愛がある」 - 玉置浩二 – アコースティック・ギター、ボーカル - 渡嘉敷祐一 – ドラムス - 岡沢章 – ベース - カルロス菅野 – パーカッション - 土方隆行 – エレクトリックギター、ギターソロ（ブリッジ） - 矢萩渉 – エレクトリックギター、ギターソロ（インタールード） - 安藤さと子 – フェンダーローズ、プログラミング - maichi – コーラス 4. 「歩く男」 - 玉置浩二 – アコースティック・ギター、ボーカル - 渡嘉敷祐一 – ドラムス - 岡沢章 – ベース - 土方隆行 – エレクトリックギター - 矢萩渉 – エレクトリックギター、ギターソロ - 安藤さと子 – ウーリッツァー 5. 「なんか変だ」 - 玉置浩二 – アコースティック・ギター、ボーカル - 渡嘉敷祐一 – ドラムス - 岡沢章 – ベース - カルロス菅野 – パーカッション - 土方隆行 – エレクトリックギター、ギターソロ - 矢萩渉 – エレクトリックギター、プログラミング - maichi – コーラス 6. 「だんだんとわかるさ」 - 玉置浩二 – ボーカル - 渡嘉敷祐一 – ドラムス - 岡沢章 – ベース - 土方隆行 – エレクトリックギター、アコースティック・ギター - 矢萩渉 – エレクトリックギター - 佐野聡 – ホルン、ハーモニカ 7. 「からっぽの心で (Instrumental)」 - 竹内ストリングス – ストリングス - 竹内純 – ストリングス・アレンジメント |

### 録音スタッフ
- 玉置浩二 – プロデューサー
- 矢萩渉 – コ・プロデューサー
- 安藤さと子 – コ・プロデューサー
- 松尾順二（ソニー・ミュージックスタジオ） – レコーディング・エンジニア、ミキシング・エンジニア
- 高山浩也（ソニー・ミュージックスタジオ） – レコーディング・エンジニア
- 茅根裕司（ソニー・ミュージックスタジオ） – マスタリング・エンジニア
- 高山浩也 – アシスタント・エンジニア
- 奥田裕亮 – アシスタント・エンジニア
- 波多腰英靖 – アシスタント・エンジニア
- 森真樹 – アシスタント・エンジニア
- 野口泰弘 – アシスタント・エンジニア
- 阿部博（ソニー・ミュージックスタジオ） – アシスタント・エンジニア
- アンクルオニオン – マネージメント・オフィス
- 福谷京子（アンクルオニオン） – マネージメント・デスク
- 阿部健次（アンクルオニオン） – アーティスト・サポート

### 美術スタッフ
- 島尻一成（ソニー・ミュージックコミュニケーションズ） – アート・ディレクション、デザイン
- 吉田恒星 (JUNK LAND) – 写真撮影
- 鍋田由美 – スタイリスト
- 宮内直人 (SUGAR) – ヘアー&メイク・アップ
- 鈴木理奈（ソニー・ミュージックコミュニケーションズ） – プロダクト・コーディネーション

### 制作スタッフ
- 志倉幸代（ソニー・ミュージックレコーズ） – A&R
- 高木伸二（ソニー・ミュージックレコーズ） – A&Rチーフ
- 伊藤一臣 – スペシャル・サンクス
- 関正春 – スペシャル・サンクス
- 柳澤敏幸 – スペシャル・サンクス
- 柳澤美保子 – スペシャル・サンクス
- Mon Tou Tou – スペシャル・サンクス
- ヤマ犬猫病院 – スペシャル・サンクス

## チャート
| チャート         | 最高順位 | 登場週数 | 売上数  | 出典  |
| ---------------- | -------- | -------- | ------- | ----- |
| 日本（オリコン） | 30位     | 7回      | 1.0万枚 | [ 2 ] |

## リリース日一覧
| No. | リリース日    | レーベル                                 | 規格         | カタログ番号 | 備考                   | 出典          |
| --- | ------------- | ---------------------------------------- | ------------ | ------------ | ---------------------- | ------------- |
| 1   | 2007年8月1日  | ソニー・ミュージックレコーズ             | CD + DVD     | SRCL-6592～3 | 初回限定盤             | [ 24 ] [ 1 ]  |
| 2   | 2007年8月1日  | ソニー・ミュージックレコーズ             | CD           | SRCL-6594    | 通常盤                 | [ 15 ] [ 25 ] |
| 3   | 2012年10月1日 | ソニー・ミュージックダイレクト           | AAC-LC       | -            | デジタル・ダウンロード | [ 26 ]        |
| 4   | 2012年10月1日 | ソニー・ミュージックダイレクト           | ロスレスFLAC | -            | デジタル・ダウンロード | [ 27 ]        |
| 5   | 2018年8月15日 | ソニー・ミュージックダイレクト／GT music | BSCD2        | MHCL-30530   | 紙ジャケット仕様       | [ 16 ] [ 17 ] |